# Basseliniinae
Basseliniinae, es una subtribu de plantas con flores perteneciente a la familia de las palmeras (Arecaceae).
Comprende los siguientes géneros:

## Géneros
- Alloschmidia H. E. Moore = Basselinia Vieill.
- Basselinia Vieill.
- Burretiokentia Pic. Serm.
- Campecarpus H. Wendl. ex Becc. = Cyphophoenix H. Wendl. ex Benth. & Hook. f.
- Cyphophoenix H. Wendl. ex Benth. & Hook. f.
- Cyphosperma H. Wendl. ex Benth. & Hook. f.
- Goniocladus Burret = Physokentia Becc.
- Goniosperma Burret = Physokentia Becc.
- Lepidorrhachis (H. Wendl. & Drude) O. F. Cook
- Microkentia H. Wendl. ex Hook. f. = Basselinia Vieill.
- Nephrocarpus Dammer = Basselinia Vieill.
- Physokentia Becc.
- Rhynchocarpa Becc. = Burretiokentia Pic. Serm.
- Taveunia Burret = Cyphosperma H. Wendl. ex Benth. & Hook. f.
- Veillonia H. E. Moore = Cyphophoenix H. Wendl. ex Benth. & Hook. f.